# Sorbiers (Loira)
Sorbiers és un municipi francès situat al departament del Loira i a la regió d'Alvèrnia-Roine-Alps. L'any 2007 tenia 7.581 habitants.

## Demografia

### Població
El 2007 la població de fet de Sorbiers era de 7.581 persones. Hi havia 2.914 famílies de les quals 590 eren unipersonals (255 homes vivint sols i 335 dones vivint soles), 1.005 parelles sense fills, 1.084 parelles amb fills i 235 famílies monoparentals amb fills.
La població ha evolucionat segons el següent gràfic:
Habitants censats

### Habitatges
El 2007 hi havia 3.080 habitatges, 2.951 eren l'habitatge principal de la família, 25 eren segones residències i 104 estaven desocupats. 2.276 eren cases i 799 eren apartaments. Dels 2.951 habitatges principals, 2.281 estaven ocupats pels seus propietaris, 620 estaven llogats i ocupats pels llogaters i 50 estaven cedits a títol gratuït; 16 tenien una cambra, 164 en tenien dues, 423 en tenien tres, 909 en tenien quatre i 1.439 en tenien cinc o més. 2.439 habitatges disposaven pel capbaix d'una plaça de pàrquing. A 1.161 habitatges hi havia un automòbil i a 1.606 n'hi havia dos o més.

### Piràmide de població
La piràmide de població per edats i sexe el 2009 era:
| Homes | Edats   | Dones |
| ----- | ------- | ----- |
| 0     | 95 o +  | 4     |
| 0     | 90 a 94 | 8     |
| 16    | 85 a 89 | 12    |
| 28    | 80 a 84 | 32    |
| 52    | 75 a 79 | 88    |
| 84    | 70 a 74 | 116   |
| 192   | 65 a 69 | 216   |
| 220   | 60 a 64 | 244   |
| 220   | 55 a 59 | 208   |
| 304   | 50 a 54 | 276   |
| 284   | 45 a 49 | 340   |
| 340   | 40 a 44 | 264   |
| 260   | 35 a 39 | 332   |
| 220   | 30 a 34 | 176   |
| 216   | 25 a 29 | 196   |
| 204   | 20 a 24 | 164   |
| 340   | 15 a 19 | 292   |
| 344   | 10 a 14 | 260   |
| 236   | 5 a 9   | 224   |
| 212   | 0 a 4   | 196   |

## Economia
El 2007 la població en edat de treballar era de 4.954 persones, 3.557 eren actives i 1.397 eren inactives. De les 3.557 persones actives 3.394 estaven ocupades (1.780 homes i 1.614 dones) i 164 estaven aturades (59 homes i 105 dones). De les 1.397 persones inactives 547 estaven jubilades, 557 estaven estudiant i 293 estaven classificades com a «altres inactius».

### Ingressos
El 2009 a Sorbiers hi havia 3.038 unitats fiscals que integraven 7.933 persones, la mediana anual d'ingressos fiscals per persona era de 20.917 €.

### Activitats econòmiques
Dels 331 establiments que hi havia el 2007, 1 era d'una empresa extractiva, 4 d'empreses alimentàries, 7 d'empreses de fabricació de material elèctric, 49 d'empreses de fabricació d'altres productes industrials, 50 d'empreses de construcció, 82 d'empreses de comerç i reparació d'automòbils, 18 d'empreses de transport, 13 d'empreses d'hostatgeria i restauració, 5 d'empreses d'informació i comunicació, 20 d'empreses financeres, 11 d'empreses immobiliàries, 34 d'empreses de serveis, 23 d'entitats de l'administració pública i 14 d'empreses classificades com a «altres activitats de serveis».
Dels 81 establiments de servei als particulars que hi havia el 2009, 1 era una gendarmeria, 1 oficina de correu, 1 funerària, 12 tallers de reparació d'automòbils i de material agrícola, 1 taller d'inspecció tècnica de vehicles, 7 paletes, 5 guixaires pintors, 11 fusteries, 13 lampisteries, 6 electricistes, 5 perruqueries, 1 veterinari, 9 restaurants, 3 agències immobiliàries, 1 tintoreria i 4 salons de bellesa.
Dels 19 establiments comercials que hi havia el 2009, 3 eren supermercats, 3 fleques, 1 una carnisseria, 1 una botiga de congelats, 1 una botiga de roba, 1 una botiga d'equipament de la llar, 1 una sabateria, 1 una botiga d'electrodomèstics, 2 botigues de mobles, 1 una botiga de material esportiu, 1 un drogueria i 3 floristeries.
L'any 2000 a Sorbiers hi havia 26 explotacions agrícoles que ocupaven un total de 370 hectàrees.

## Equipaments sanitaris i escolars
Els 2 equipaments sanitaris que hi havia el 2009 eren farmàcies.
El 2009 hi havia 2 escoles maternals i 6 escoles elementals.

## Poblacions més properes
El següent diagrama mostra les poblacions més properes.